# 샐러드 드레싱

샐러드 드레싱(영어: salad dressing)은 샐러드의 소스이며, 보통 기름과 식초로 만든다.

## 종류
샐러드 드레싱의 종류는 문화와 사람들에 따라 천차만별이다.
양식에서는 3종류가 기본이다.
- 비네그레트 : 식초와 대두유, 카놀라유, 올리브유, 옥수수유, 해바라기씨유, 홍화유, 낙화생유 혹은 포도씨유 등의 식용유를 섞은 것이다. 종종 허브나 향신료 등 여타의 재료로 맛을 내기도 한다.
- 크리미 드레싱 : 마요네즈가 기본이지만 요구르트나 사우어크림, 우락유, 우유 등을 첨가한다.
- 조리한 드레싱은 크리미 드레싱과 유사하지만 계란을 첨가하여 더 진하거나 살짝 데워 먹는다.

비네그레트는 샐러드 오일과 식초의 혼합물이며 보통 허브나 향신료, 소금, 고추, 설탕 및 다른 재료를 섞는다. 보통 칭하는 샐러드 드레싱이 비네그레트로 볼 수 있으며 소스나 양념장(혹은 마리네이드) 따위로 볼 수도 있다.
북아메리카에는 다양한 샐러드 드레싱이 있으며 프랑스의 전통 드레싱이 비네그레트로 마요네즈는 동유럽국가들과 러시아에서 많이 쓴다. 남유럽에서는 식초나 올리브유를 사용하며 샐러드를 준비하여 내놓기 바로 전에 뿌려 먹는다.

## 역사
바빌로니아 사람들은 기름과 식초를 섞은 드레싱을 샐러드에 넣어 먹었다. 고대 이집트인들은 샐러드에 기름, 식초, 포도주 등을 섞은 드레싱을 사용했다. 고대 그리스인들은 올리브 기름, 레드 와인 식초, 레몬 주스, 디종 겨자, 다진 마늘 정향, 말린 오레가노, 소금과 후추를 섞은 드레싱을 사용했다.
20세기 이전에는 가공되어 준비된 드레싱이 없었고, 요리사들은 직접 이를 만들어야 했다. 재료의 차이, 냉동 기술의 부족 등의 문제로 인해, 만들어진 드레싱들은 서로 큰 차이가 있었다. 20세기 미국인들은 기름, 식초, 향신료 등의 재료를 이용해 샐러드 드레싱을 만들었고, 이때 여러 브랜드에서 샐러드 드레싱을 만들어 시중에 팔기 시작하면서 샐러드 드레싱 산업이 시작되었다.

## 같이 보기
- 샐러드
- 소스 (음식)